# Amaseffer
Amaseffer est un groupe israélien de metal progressif, originaire de Tel-Aviv. Il est formé en 2004 par le batteur et percussionniste Erez Yohanan et le guitariste Yuval Kramer. Un an plus tard, un second guitariste Hanan Avramovich les rejoint, et le groupe obtient sa structure. C'est aussi là que le groupe obtient son nom Amaseffer - de l'hébreu Am Ha'Sefer (עם הספר) - Les gens du livre saint ; un nom dans l'Ancien Testament pour les israélites et plus tard pour le peuple juif. Le genre de musique du groupe est considéré comme metal progressif, mais il contient du metal oriental.

## Biographie

### Slaves for Life(2004–2008)
Amaseffer est formé en 2004 avec l'idée d'une trilogie historique - raconter l'histoire de l'Ancien Testament, L'Exode, une période durant laquelle les hébreux étaient esclaves dans l'Égypte ancienne, à travers des années dans le désert, jusqu'à la terre promise appelée Canaan (plus tard Israël). Le premier album de la trilogie, Slaves for Life, raconte l'histoire au commencement de la traite des esclaves hébreux, à travers la naissance de Moïse et termine avec les Dix plaies d'Égypte.
En 2006, les membres du groupe composent leur premier album à Tel Aviv, et cherchent en parallèle un nouveau chanteur. En août 2006, Andy Kuntz, chanteur du groupe allemand Vanden Plas, se joint au groupe. À travers Kuntz, le groupe enregistre au Bazement Studio, en Allemagne. En 2007, Kuntz et le groupe décident de se séparer. Peu après, le groupe annonce un nouveau chanteur Mats Leven (Krux, ex-Therion, ex-At Vance, Yngwie Malmsteen).
En novembre 2007, le groupe termine son premier album, avec la participation d'autres musiciens comme Angela Gossow (Arch Enemy), Kobi Farhi (Orphaned Land), Yotam Avni (Prey for Nothing) et Maya Avraham ; les morceaux de flute d'Amir Gvirtzman ; de tablas avec Yatziv Caspi (Solstice Coil) ; de basse avec Yair Yona. En avril 2008, le groupe signe avec le label InsideOut Music, et le premier album est publié le 6 juin 2008 en Israël, Allemagne, Autriche et Suisse, et le 24 juin 2008 à l'international. Après la production du premier album, le groupe est contacté par un réalisateur israélien pour la production de la bande-son du film Altalena - un film inspiré de l'Altalena de 1948,.

### Kna'an(depuis 2009)
En juin 2009, le groupe décide de ne pas publier de troisième album chez InsideOut Music, et quitte le label. En janvier 2010, Amaseffer entre en studio afin de finir la deuxième partie de la trilogie, enregistré au Amaseffer studio à Jérusalem. Une fois l'album terminé, le groupe cherche un nouveau label courant 2011. Le 9 avril 2010, le titre du deuxième album est annoncé : When the Lions Leave Their Den. Le groupe révèle également la chanson Pillar of Fire, écrite par Yotam Avni of Prey pour Nothing. Mats Levén enregistre de nouveau les parties vocales. L'album est terminé en juillet 2010, et mixé et masterisé en Allemagne. 
En 2016, le groupe sort sa compilation Kna'an.

## Discographie
- 2008 : Slaves for Life
- 2016 : Kna'an (compilation)

## Membres

### Membres actuels
- Hanan Avramovich - guitare (depuis 2004)
- Yuval Kramer - guitare (depuis 2004)
- Erez Yohanan - batterie, percussions, narration (depuis 2004)
- Mats Léven - chant (depuis 2007)

### Anciens membres
- Andy Kuntz - chant (2006–2007)